# Taura (motorfiets)
Taura is een Italiaans historisch merk van motorfietsen.
De bedrijfsnaam was: Giulio Doglioli, Torino.
Giulio Doglioli begon in 1928 met de productie van 173cc-modellen met JAP-zijklepmotoren. Daarna volgden 490cc-zijkleppers van JAP en 346cc-kopkleppers van Blackburne. Van Blackburne werden ook wel lichtere blokken toegepast. In 1929 ontwikkelde Doglioli een 500cc-model met een Blackburne kopklepmotor en een driewielig invalidenvoertuig met PG-Parena-motor. De productie eindigde in 1931.